# Denis Urubko
Denis Urubko, född 29 juli 1973 i Nevinnomyssk, Kaukasus, Ryssland, är en bergsbestigare.
Han har gjort flera uppmärksammade bestigningar, bl.a. på Manaslu 2006 då han klättrade den dittills obestigna nord-östra sidan av berget. Totalt har han klättrat 10 berg som är 8 000 m ö.h. och han räknas som en av de bästa, aktiva klättrarna idag. Han är också en av de få som har försökt sig på den berömda Everest-Lhotse-traversen; detta har han gjort två gånger, båda tillsammans med Simone Moro.
2009 når Urubko tillsammans med Simone Moro som första människor toppen av Makalu vintertid.
Urubko har sedermera även bestigit Cho Oyo från Nepal, på en ny led. Därmed har han nått alla 14 toppar över 8 000 meter.
Urubko är förmodligen den bästa, nu aktiva, höghöjdsklättraren, fullt i klass med Messner.